# أنو حسن
أنو حسن (بالإنجليزية: Anu Hasan)‏ هي عارضة ورائدة أعمال وممثلة هندية، ولدت في 15 يوليو 1970 في تيريوشيراببالي في الهند.

## وصلات خارجية
- أنو حسن على موقع IMDb (الإنجليزية)
- أنو حسن على موقع قاعدة بيانات الفيلم (الإنجليزية)